# Wenzel Downhole Tools Ltd. (Канада)

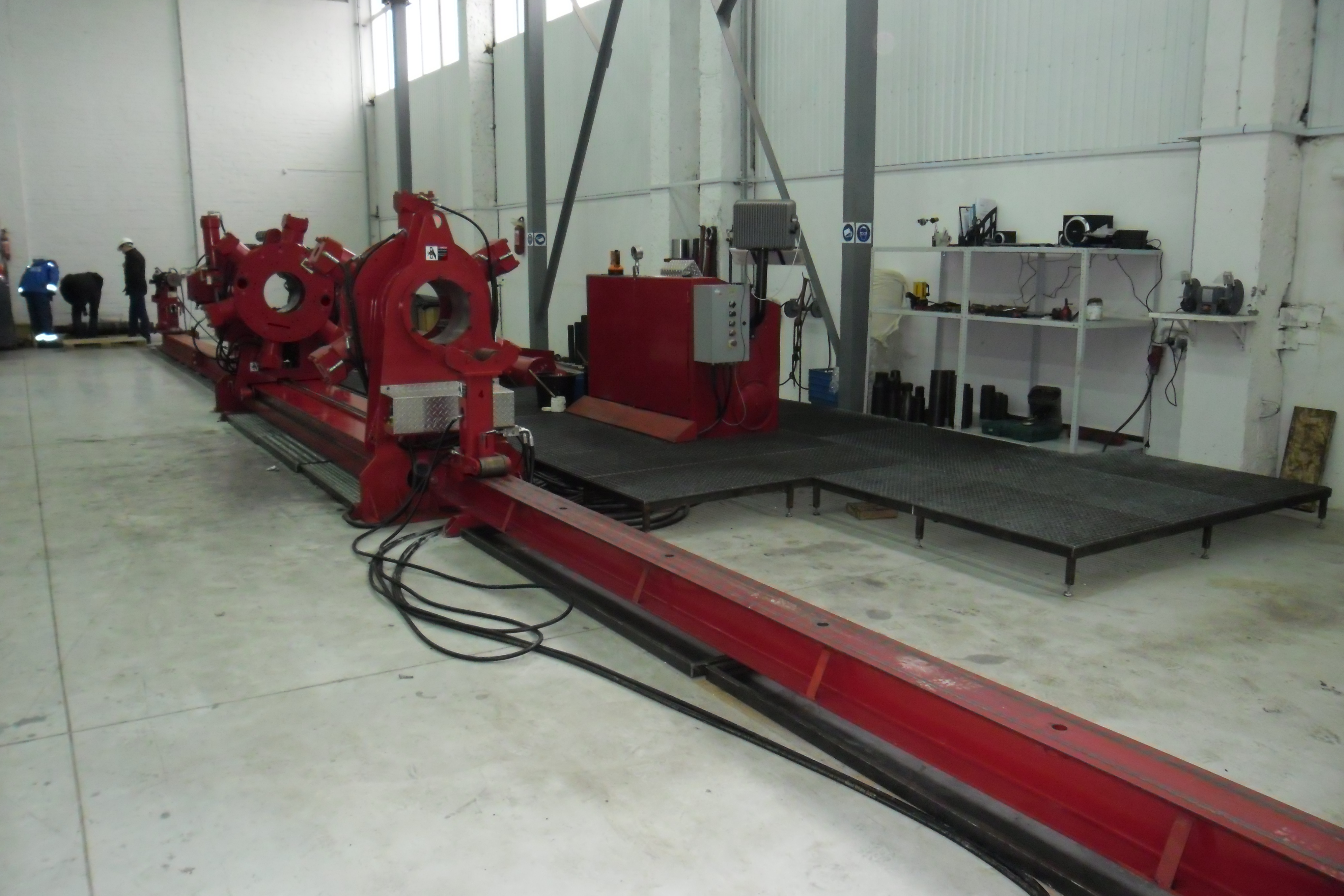
Випробувальний стенд бурилької техніки. Wenzel Downhole Tools Ltd.

Wenzel Downhole Tools Ltd. (Канада) — світовий лідер у виробництві вибійних інструментів, включаючи гвинтові вибійні двигуни (ГВД), яси, прискорювачі для ясів і амортизаторів. Серед сервісних і видобувних компаній, які цінують високу якість і надійність інструментів Wenzel, такі світові лідери, як Schlumberger, Halliburton, Shell та інші. Компанія Wenzel займає близько 35 % ринку США і Канади. Корпоративний офіс знаходиться у Калгарі.
ТОВ «Укрнафтагазсервіс» — українська компанія, що спеціалізується на сервісному обслуговуванні високотехнологічної бурової техніки для нафтогазового видобування у серпні 2013 року підписала дилерську угоду і стала офіційним представником в Україні компанії Wenzel Downhole Tools Ltd.